# Angelo Aniello Fiore
Angelo Aniello Fiore (Napoli, XV secolo – Napoli, 1500 circa) è stato uno scultore e architetto italiano presuntamente vissuto nel XV secolo. 

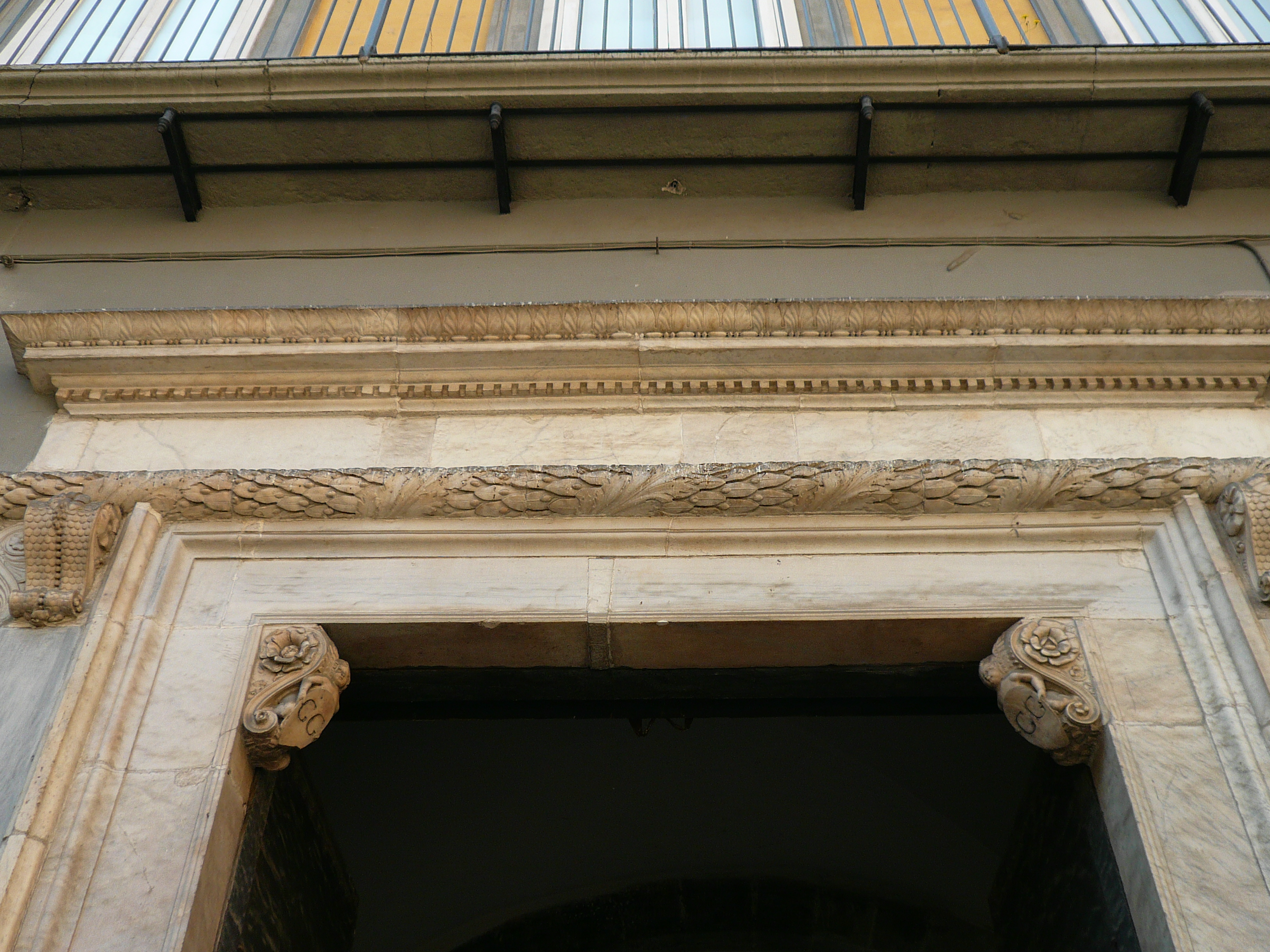
Una delle attribuite con riserva al Fiore: il portale di Palazzo Petrucci (dettaglio)

Personaggio ambiguo nella storiografia artistica napoletana la cui esistenza non è stata ancora chiarita. Il primo a parlane dell'esistenza fu Bernardo De Dominici che con qualche riserva bisogna crederlo. I primi critici dell'arte che misero in crisi la figura furono gli autori della rivista Napoli nobilissima per il quale la scarsità delle informazioni non si è stati in grado di ricondurlo ne ad un soggetto originale oppure a qualche personalità già attiva a metà Quattrocento proveniente da ambienti forestieri, in particolare toscani.
La biografia dettata dal De Dominici, completamente imprecisa, divenne la base per le successive attribuzioni eseguite senza uno straccio di documentazione attestante il lavoro compiuto. Inoltre la distruzione degli archivi aragonesi dell'Archivio di Stato di Napoli durante la Seconda guerra mondiale non garantiscono un confronto netto tra il profilo biografico dell'autore settecentesco e le tracce di pagamenti o di vertenze di tribunale che possano citare l'artista con tale nome. Dal medesimo profilo biografico risulta anche una certa contemporaneità con altre personalità realmente esistite ma non ritracciabili dal punto di vista cronologico.

## Fortuna critica ottocentesca e revisione artistica del personaggio
La prima comparsa del nome di Angelo Aniello Fiore appare per la prima volta proprio nelle Vite dei pittori, scultori et architetti napolitani, testo scritto in più volumi da Bernardo De Dominici tra il 1742 el 1745. Il nome venne ripetutamente ripreso nei testi di altri autori successivi al De Dominici che, nell'ottica del Grand Tour, pubblicarono testi ripresi, senza alcuna certezza scientifica, da scrittori che li hanno preceduti. Nel 1824 venne appena citato in merito ad alcuni imprecisati sepolcri Carafa in San Domenico Maggiore nel libro sulla Storia della Scultura dal suo risorgimento in Italia fino al secolo di Canova ad opera del conte Leopoldo Cicognara. Nella Storia Universale di Cesare Cantù edita nel 1851 il nome del Fiore apparve come autore di sculture presso la cappella di San Tommaso d'Aquino a San Domenico. Nel Manuale della Storia dell'Arte di Franz Theodor Kugler, edito in italiano per la prima volta nel 1852 come traduzione della seconda edizione tedesca provvista di aggiunte scritte da Jacob Burckhardt il nome di Angelo Aniello Fiore apparve per ben tre volte. Addirittura nel testo dei sue storici dell'arte europei se ne tracciò un estremo della sua morte avvenuta verso il 1500 e tracciando un brevissimo cenno all'operato dell'artista ritenendolo un insigne scultore che lavorò alacremente nel cantiere rinascimentale di San Domenico Maggiore. Gli stessi autori in un successivo passo del medesimo libro attribuirono il discepolato di Giovanni da Nola presso la bottega del Fiore confondendola con quella di Pietro Belverte, quasi contemporaneo del Fiore ma differendo nei modi esecutivi nel quale possono rintracciarsi gli esordi dell'artista nolano più prossimo al linguaggio lombardo-veneziano che a quello toscano come farebbero apparire le esigue tracce del presunto lavoro del Fiore. Invece nella manualistica italiana sulla scultura ottocento venne citato insieme alla figura di Andrea Ciccione, presunto maestro dello scultore, dall'autore Camillo Jacopo Cavallucci che riprese buona parte di quello che venne pubblicato dal Kugler e Burckhardt senza aggiungere novità in proposto. 
Se il Cavallucci considerava per buone le notizie in merito all'esistenza di Angelo Aniello Fiore contemporaneamente a Napoli si mosse un filone revisionista sul testo del De Dominici. La principale voce critica fu lo stesso filosofo Benedetto Croce che in un articolo pubblicato su Napoli Nobilissima mise in discussione la credibilità scientifica del libro settecentesco. Il filosofo per la prima volta pose su una tavola i presunti rapporti di parentela che il De Dominici costruì artificiosamente senza un filo scientifico di date natali dei singoli artisti. Talvolta forzando anche discepoli e discepolati come nel nostro caso dove l'artista apparve nel profilo biografico settecentesco allievo di Antonio Solario, questi nacque solamente nella seconda metà del Quattrocento e spegnendosi a Napoli all'alba del quarto decennio del Cinquecento. Ad un'analisi critica appare evidente l'incongruenza degli operati dei due artisti dove il primo non poteva mai essere allievo del secondo, anche perché nello stesso testo del critico settecentesco si attesta la fioritura artistica di Angelo Aniello Fiore intorno al 1465 quando la data natale dello Zingaro si attesta intorno a quel periodo e non erroneamente come riportava De Dominici nel suo testo al 1382.

## Presunto profilo artistico
Considerando per assurdo le affermazioni "veritiere" di De Dominici il Fiore fu un artista attento al contesto culturale di metà Quattrocento italiano. Abbandonando la formazione tardogotica del presunto padre Colantonio detto per erronea trascrizione del nome Colantonio del Fiore (o Di Fiore). L'errore ripreso anche da De Dominici risalirebbe ad una imprecisione di lettura compiuto nel Seicento da Cesare d'Eugenio Caracciolo sull'autore della tela sull'altare maggiore nella chiesa di Sant'Antonio Abate. Lo stesso autore settecentesco ne affida la formazione ad Andrea Ciccione, il che potrebbe essere plausibile in quanto sovrapponibili negli estremi, infatti il Fiore maturò artisticamente intorno al 1465 secondo i testi dell'autore della biografia. Ulteriori presunzioni artistiche sono i viaggi compiuti a Roma per l'apprendimento dal vero delle antichità classiche. Non ci sono testi o appunti coevi che trattano di viaggi di studio compiuti. De Dominici attribuì, al ritorno del viaggio, il sepolcro del cardinale Rinaldo Piscinelli nella Basilica di San Lorenzo Maggiore, nella stessa chiesa realizzò, sempre secondo la solita fonte, il sepolcro di Giovanni Cicinielli. Del primo sepolcro non se ne sa nulla, probabilmente De Dominici fece confusione con il Sepolcro di Ludovico Aldomorisco di Antonio Baboccio da Piperno risalante al 1421 e fondendolo con donatelliano Sepolcro del cardinale Rainaldo Brancaccio in Sant'Angelo a Nilo. Mentre nel sepolcro Cicinelli, che realmente esiste nella chiesa, non risulta alcuna paternità dell'opera al Fiore e risale ai primi anni del Cinquecento quando secondo la maggior parte della storiografia ottocentesca lo dava già scomparso all'alba del secolo.
Altro errore clamoroso compiuto dal De Dominici fu quello di non rendersi conto dei linguaggi rinascimentali presenti a Napoli. Egli attribuì ad un artista di formazione toscana il Sepolcro di Carlo Pignatelli nella piccola Chiesa di Santa Maria Assunta. All'occhio attento esso appare prossimo ad un linguaggio lombardo ed infatti moderni studi ne attribuiscono la fattura alla scuola dei Malvito. 
Inoltre in qualità di inventore di sculture, De Dominici ne attribuì la paternità del portale di Palazzo Petrucci in piazza San Domenico Maggiore. Il portale pregevole opera del Quattrocento maturo italiano deve il suo prestigio artistico alla notevole qualità di esecuzione dei dettagli e di invenzione tipologica rara da trovare in una città come la Napoli di metà quattrocento dove il mondo dell'architettura e della scultura decorativa stava esaurendo le potenzialità del tardo-gotico di matrice catalana. L'opera è sicuramente da ascriversi ad uno sconosciuto artista toscano educato alle recenti teorie architettoniche formulate da Leon Battista Alberti come si potrebbe costruire un'analogia attraverso i portali gemelli di Palazzo Rucellai a Firenze. Non è da escludersi la presenza dello stesso Alberti a Napoli a metà secolo su richiesta dei principali umanisti del Regno e quindi un riferimento diretto attraverso modelli grafici di un portale trabeato. Da una tracciatura sommaria del profilo artistico del Fiore non farebbe apparire il presunto artista creato dallo scrittore settecentesco in grado di ideare una simile tipologia di portale senza averne mai visto uno dal vivo in un viaggio di studio. Inoltre De Dominici gli attribuì la piccola chiesa di San Pietro in Vinculis ma in merito non vi sono tracce.